# Wittersdorf
Wittersdorf település Franciaországban, Haut-Rhin megyében. Lakosainak száma 778 fő (2022. január 1.). Wittersdorf Altkirch, Walheim, Emlingen, Tagsdorf, Schwoben és Hirsingue községekkel határos.

## Népesség
A település népessége az elmúlt években az alábbi módon változott:
| Lakosok száma | 830  | 821  | 832  | 806  | 799  | 794  | 796  | 787  | 778  |
|               | 2013 | 2015 | 2016 | 2017 | 2018 | 2019 | 2020 | 2021 | 2022 |